# Stíluskritika
A stíluskritika művészettudományi módszer, mely stílusjegyek alapján igyekszik jelenségeket megmagyarázni, megállapítani. Különösen jelentős a filológiai alkalmazása, ha mód nyílik arra, hogy az olyan műveket, melyeknek alkotója nem ismert, adott kor szellemtörténeti áramába behelyezzék. A mű stílusa alapján esetleg a szerző is megállapítható. A stíluskritika leginkább a zenetudományban alakult ki G. Adler működése nyomán. A művészettörténetben Giovanni Morelli volt a képviselője, az ő módszerét azonban már kortársai is sokat támadták nagyszerű eredményei ellenére is (megállapította például hogy az Alvó Vénusz c. festményt Giorgone kezdte el, de Tiziano fejezte be. A stíluskritika a művészettörténeti módszer második fázisának része is lehet.